# An Essay on the Principle of Population
An Essay on the Principle of Population är en essä skriven av Thomas Robert Malthus år 1798. En av bokens mest uppmärksammade budskap är Malthus teori om att när befolkningen ökar i ett land men inte produktiviteten leder det till matbrist som i sin tur leder till att färre barn föds och befolkningsantalet minskar. Denna teori kom också att döpas till malthusianismen eftersom det var från honom teorin uppkom.